# 蒙登进
蒙登进（1928年—2017年10月4日），男，广西横县人，中国哲学史家，曾任中国社会科学院哲学研究所研究员，中国哲学史学会顾问。